# Margarida Muset i Adel
Margarida Muset i Adel (Barcelona, 17 de setembre de 1945) és una pedagoga i inspectora d'educació. Va ser sòcia fundadora de la Societat Catalana de Pedagogia i membre de la Junta, i va cofundar i va ser la segona directora del Servei d'Ensenyament del Català (SEDEC). La seva activitat pedagògica es concentra en articles, publicacions i diverses col·laboracions en mitjans de comunicació. És una de les ideòlogues del model d'immersió lingüística de l'escola catalana.
És coautora d'El legado pedagógico del siglo XX para la escuela del siglo XXI (2000), on va participar amb un article sobre el pedagog Ovide Decroly, i també de La funció de globalització i altres escrits (1987) i La immersió Lingüística (2008), on exposa juntament amb Joaquim Arenas la història de la immersió lingüística a Catalunya des dels seus inicis. Els dos van treballar colze a colze com a funcionaris del Departament d'Ensenyament i des del SEDEC en el desenvolupament del model d'immersió encara vigent.
És membre del Grup Koiné com a participant en treballs de diagnosi sociolingüística i en recerca d'un model lingüístic en una Catalunya independent. En aquest context va participar en la publicació del manifes Per un veritable procés de normalització lingüística a la Catalunya independent el març de 2016.
A finals del 2022 va rebre la Medalla d'Honor del Parlament de Catalunya per ser una de les primeres responsables del Servei d'Ensenyament del Català, creat el 1978 per la Generalitat, principal òrgan impulsor dels programes d'immersió lingüística a les escoles catalanes.